# Gu'ske'lov du kom
Gu' ske lov du kom var et underholdningsprogram på TV3. Første sæson blev sendt lørdag aften, men i anden sæson ændredes sendetidspunktet til fredag aften. Konceptet er hentet fra det australske Thank God You’re Here og går ud på at 4 deltagere hver især får et kostume på og sættes ind i en scene med andre skuespillere og skal så improvisere sig igennem scenen til dommerne siger stop. Til sidst sættes alle 4 deltagere sammen ind i en scene. Dommerne beslutter så bagefter hvem af de 4, der har vundet aftenens program. Vinderen vinder så "Døren af stål".
Programmet havde premiere d. 30. september 2006. Programmets vært er Mads Vangsø. Anden sæson er optaget på Gladsaxe Ny Teater.

## Afsnit
| Sæson 1 Dommere: Sebastian Dorset & Hella Joof                  | Sæson 1 Dommere: Sebastian Dorset & Hella Joof                                 |
| Dato                                                            | Deltagere                                                                      |
| --------------------------------------------------------------- | ------------------------------------------------------------------------------ |
| 30. september 2006                                              | - Mia Lyhne (vinder) - Thure Lindhardt - Ulrik Wilbek - Simon Juul             |
| 7. oktober 2006                                                 | - Kaya Brüel - Mette Lisby (vinder) - Mads Christensen - Iben Hjejle           |
| 14. oktober                                                     | - Jan Elhøj - Bodil Jørgensen (vinder) - Ellen Hillingsø - Søs Egelind         |
| 21. oktober 2006                                                | - Felix Smith - Ditte Hansen (vinder) - Therese Glahn - Henrik Koefoed         |
| 28. oktober 2006                                                | - Farshad Kholghi - Anna Thygesen - Andrea Vagn Jensen - Jan Gintberg (vinder) |
| 4. november 2006                                                | - Trine Gregorius - Adam Duvå Hall (vinder) - Rune Klan - Marina Bouras        |
| 11. november 2006                                               | - Mia Lyhne - Nikolaj Steen (vinder) - Steen Stig Lommer - Lina Rafn           |
| 18. november 2006                                               | - Trine Appel - Henrik Lykkegaard (vinder) - Kira Eggers - Uffe Holm           |
| 25. november 2006                                               | - Omar Marzouk - Martin Buch - Charlotte Sachs Bostrup - Dina Al-Erhayem       |
| Sæson 2 Dommere: Sidse Babett Knudsen/Troels Lyby & Søs Egelind |                                                                                |
| Dato                                                            | Deltagere                                                                      |
| 16. marts 2007                                                  | - Thomas Mørk - Per Pallesen - Peter Mygind - Mette Agnete Horn (vinder)       |
| 23. marts 2007                                                  | - René Dif - Jarl Friis-Mikkelsen (vinder) - Andrea Vagn Jensen - Carsten Bang |
| Ukendt dato                                                     | - Niels Olsen - Henrik Koefoed - Søren Pilmark (vinder) - Asger Reher          |
| Ukendt dato                                                     | - Thure Lindhardt - Flemming Jensen - Louise Mieritz - Karen-Lise Mynster      |
| Ukendt dato                                                     | - Jytte Abildstrøm - Henrik Lykkegaard - Lars Bom - Jan Linnebjerg             |

## Ekstern kilde/henvisning
- Programmets hjemmeside (Webside ikke længere tilgængelig)